# Selvkup
Selvkup er en form for statskup, hvor en nations leder, der er kommet til magten på lovlig vis, forsøger at holde sig ved magten med ulovlige midler. Lederen kan opløse eller gøre det nationale parlament magtesløst og ulovligt tiltage sig ekstraordinære beføjelser, som ikke gives under normale omstændigheder. Andre tiltag kan være at annullere landets forfatning, suspendere domstole og at lade regeringschefen få diktatoriske beføjelser.
Mellem 1946 og 2022 fandt der anslået 148 selvkupforsøg sted, 110 i autokratier og 38 i demokratier.

## Markante begivenheder beskrevet som selvkup
- Romerriget: Julius Cæsar (februar 44 f.v.t. ved erklæringen af Dictator perpetuo)
- Sverige: Kong Gustav 3. (19. august 1772)
- Frankrig: Præsident Louis-Napoléon Bonaparte (2. december 1851)
- Bulgarien: Prins Alexander af Battenberg (27. april 1881)
- Uruguay: Præsident Juan Lindolfo Cuestas (10. februar 1898)[4]
- Nazi-Tyskland: Rigskansler Adolf Hitler (23. marts 1933/2. august 1934)[5]
- Uruguay: Præsident Gabriel Terra (31. marts 1933)[6]
- Austria: Kansler Engelbert Dollfuß ([1. maj 1933)[7]
- Estland: Premierminister Konstantin Päts (12. marts 1934)[8]
- Letland: Premierminister Kārlis Ulmanis (15.-16. maj 1934)
- Grækenland: Premierminister Ioannis Metaxas (4. august 1936)
- Brasilien: Præsident Getúlio Vargas (10. november 1937)
- Paraguay: Præsident Higinio Morínigo (30. november 1940)
- Rumænien: Kong Mihai 1. (23. august 1944)
- Bolivia: Præsident Mamerto Urriolagoitía (16 maj 1951)[9]
- Filippinerne: Præsident Ferdinand Marcos (23. september 1972)[10]
- Sydkorea: Præsident Park Chung-hee (17. oktober 1972)[11]
- Uruguay: Præsident Juan María Bordaberry (27. juni 1973)[1]
- Kina: Premierminister Hua Guofeng (6. oktober 1976)
- Peru: Præsident Alberto Fujimori (5. april 1992)[12]
- Rusland: Præsident Boris Jeltsin (21. september 1993)[13][14][15][16]
- Venezuela: Præsident Nicolás Maduro (29. marts 2017)[17]
- Peru: Præsident Martín Vizcarra (30. september 2019)[18][19][20]
- Malaysia Premierminister Muhyiddin Yassin (29. februar 2020)[21]
- Rusland: Præsident Vladimir Putin (4. juli 2020/31. december 1999)[22][23][24]
- El Salvador: Præsident Nayib Bukele (1. maj 2021)[25]
- Tunesien: Præsident Kais Saied (25. juli 2021)[26][27][28]
- Sudan: Formand for Suverænitetsrådet Abdel Fattah al-Burhan (25. oktober 2021)[29]

## Markante begivenheder beskrevet som selvkupforsøg
- Guatemala: Præsident Jorge Serrano Elías (25. maj – 5. juni 1993)[30]
- Indonesien: Præsident Abdurrahman Wahid (1. – 25. juli 2001)[31]
- Malaysia: Premierminister Mahathir Mohamad (23. februar – 1. marts 2020)[32]
- USA: Præsident Donald Trump (6. januar 2021)[33]
- Peru: Præsident Pedro Castillo (7. december 2022)[34]
- Israel: Premierminister Benjamin Netanyahu (pågående begivenheder siden han tiltrådte den 29. december 2022)[35][36][37][38][39][40][41]